# Els guardians dels núvols
"Els guardians dels núvols" (títol original en anglès "The Cloud Minders") és el vint-i-unè episodi de la tercera temporada de la sèrie de televisió de ciència-ficció estatunidenca Star Trek. Escrit per Margaret Armen (basat en una història de David Gerrold i Oliver Crawford) i dirigit per Jud Taylor, es va emetre per primera vegada el 28 de febrer de 1969.
A l'episodi, el capità Kirk corre contra el temps per adquirir minerals per lluita contra la plaga d'un món que pateix una greu disparitat de classes socials.

## Argument
La nau estel·lar de la Federació Enterprise arriba al planeta Ardana per agafar un enviament de zenita, necessari en un altre lloc per aturar una plaga botànica. El capità Kirk i el primer oficial Spock es dirigeixen directament a les mines de zenita, on un grup de miners, liderats per una jove, intenten prendre’ls com a ostatges. L'Alt Assessor Plasus arriba amb una força de seguretat, expulsant els miners, i convida a Kirk i Spock a tornar amb ell a la ciutat flotant de Stratos.
Kirk i Spock s'entretenen com a convidats fins que es pugui recuperar la zenita. Aprenen que la societat d'Ardanan està dividida entre els troglits, que fan tot el treball físic, i els habitants de la ciutat que viuen en el luxe. Un grup de troglits coneguts com els Disruptors es rebel·len contra les elits.
Mentre Kirk es queda, Vanna, líder dels Disruptors, intenta prendre’l com a ostatge. Kirk la domina, la reconeix com la dona que va veure a la mina i la interroga. Ella acusa els habitants de la ciutat de Stratos d'utilitzar l' Enterprise per intimidar els troglits. Arriben Spock i un guàrdia de seguretat de Stratos, i Vanna queda sotmesa. Aleshores la prenen per a un interrogatori sota els "raigs", que indueixen un dolor intens com una forma de tortura. Kirk està indignat per les accions de Plasus i demana que s'aturi l'interrogatori. En canvi, Plasus ordena a Kirk i Spock que abandonin Stratos immediatament i els prohibeix tornar.
Els dos tornen a l' Enterprise on l'oficial mèdic en cap Dr. McCoy informa que la zenita sense processar emet un gas invisible i inodor que disminueix la capacitat mental i augmenta les emocions. Spock creu que els troglits que serveixen a bord de la ciutat flotant s'han estalviat els efectes del gas, cosa que els ha permès organitzar la rebel·lió.
Kirk es posa en contacte amb Plasus i ofereix màscares especials que filtren el gas zenita. Plasus, però, considera la proposta de Kirk com una ingerència injustificada en els afers del seu govern. Aleshores, Kirk es dirigeix a la cel·la de retenció de Vanna, l'informa dels efectes del gas zenita i li fa la seva oferta. Vanna és escèptica al principi, però sembla confiar en ell, i ella i Kirk escapen i tornen a les mines zenites. Un cop allà, però, ordena que Kirk sigui pres per dos Disruptors.
Els amics de Vanna se'n van, i ella posa a Kirk a treballar per buscar zenita. Al cap d'una estona Kirk l'ataca, recupera el seu faser i dispara al sostre de la mina, provocant una caiguda que els atrapa. A continuació, es posa en contacte amb l' Enterprise i ordena que Plasus sigui enviat a la seva ubicació. Un Plasus indignat és enviat, i Kirk l'obliga a ell i a la Vanna a buscar zenita. Els efectes del gas zenita es fan evidents a mesura que Kirk i Plasus es tornen cada cop més irritables. Esclata una baralla entre ells i la Vanna, que finalment es creu la història de Kirk sobre el gas, demana ajuda a l 'Enterprise.
De tornada a la ciutat, l'enviament de zenita està preparat per al transport. Plasus ha permès de mala gana la distribució de les màscares de filtre i Vanna declara que la lluita del seu poble per la igualtat continuarà.

## Doblatge al català
L’episodi va ser doblat al català pels estudis Tecni-3 (primera part) i Diálogo (segona part) i emés a TV3 l’any 1989.
| Personatge                | Actor/actriu     | Veu en català                      |
| ------------------------- | ---------------- | ---------------------------------- |
| James T. Kirk             | William Shatner  | Jordi Boixaderas                   |
| Spock                     | Leonard Nimoy    | Isidre Sola i Llop                 |
| Leonard McCoy             | DeForest Kelley  | Eduard Lluís Muntada               |
| Montgomery Scott 'Scotty' | James Doohan     | Joan Carles Gustems Domènec Farell |
| Nyota Uhura               | Nichelle Nichols | Glòria Roig Azucena Díaz           |
| Plasus                    | Jeff Corey       | Enric Arquimbau                    |
| Droxine                   | Diana Ewing      | Alba Sola                          |
| Vanna                     | Charlene Polite  | Ana Maria Mauri                    |
| Midro                     | Ed Long          | Toni Moreno                        |
| Tinent Palmer             | Elizabeth Rogers | Maribel de Soto                    |

## Producció i recepció
El paisatge vist per Spock des de les altures de Stratos és en realitat una foto de l'altiplà Hadramawt al Iemen amb correcció de color.
Zack Handlen de The A.V. Club va donar a l'episodi una qualificació de "C+", assenyalant que "tenia prou història que no arrossegava massa al final", però que "des del punt de vista filosòfic, va sortir d'una manera molt inusual per a l'espectacle".
L'episodi destaca per representar una ciutat als núvols.
El 2024 Hollywood.com va classificar Els guardians dels núvols al número 42 dels 79 episodis originals de la sèrie assenyalant que "podria ser una paròdia de Muppet Show".

## Influència
Manny Coto, productor creador de Star Trek: Enterprise, va declarar en una entrevista per a StarTrek.com que havia volgut presentar la ciutat núvol de Stratos a la quarta temporada d'aquesta sèrie, dient: "Hi havia una que realment volia fer ambientada a Stratos, la ciutat dels núvols [de "Els guardians dels núvols"]. Tenia moltes ganes de fer un episodi de dues parts en aquesta ubicació, per veure Stratos en les seves etapes anteriors."

## Llançaments
Aquest episodi es va publicar al Japó el 21 de desembre de 1993 com a part del conjunt complet de LaserDisc de la temporada 3, Star Trek: Original Series log.3. També es va incloure un tràiler d'aquest i dels altres episodis, i l'episodi tenia pistes d'àudio en anglès i japonès. El títol de la portada era スター・トレック TVサードシーズン.
Aquest episodi es va incloure a la caixa de DVD remasteritzada de la temporada 3 de TOS, amb la versió remasteritzada d'aquest episodi.